# Angrboda (satèl·lit)
Angrboda (Saturn LV), provisionalment conegut com a S/2004 S 22, és un satèl·lit natural de Saturn. El seu descobriment va ser anunciat per Scott S. Sheppard, David C. Jewitt i Jan Kleyna el 7 d'octubre de 2019 a partir d'observacions realitzades entre el 12 de desembre de 2004 i l'1 de febrer de 2006. Va rebre la seva designació permanent l'agost de 2021. El 24 d'agost de 2022, va rebre el nom oficial d'Angrboða, un jötun de la mitologia nòrdica. És la consort de Loki i la mare del llop Fenrir, la serp de Midgard Jörmungandr, i el governant dels morts Hel.
Angrboda té uns 3 quilòmetres de diàmetre, i orbita Saturn a una distància mitjana de 20,636 Gm en 1107,13 dies, amb una inclinació de 177° respecte a l'eclíptica, en direcció retrògrada i amb una excentricitat de 0,251.